# 利夫罗斯
利夫罗斯，是西班牙阿拉贡自治区特鲁埃尔省的一个市镇。总面积38平方公里，总人口157人（2001年），人口密度4人/平方公里。